# گمینا سکوژتس
گمینا سکوژتس (به لهستانی:  Gmina Skórzec) یک گمینا در لهستان است که در شهرستان شدلتسه واقع شده‌است. گمینا سکوژتس ۱۱۸٫۹۱ کیلومتر مربع مساحت و ۷٬۶۹۶ نفر جمعیت دارد.